# Estrella de mar
Estrella de mar è il terzo album di Amaral, pubblicato nel 2002. Da esso sono stati tratti, in ordine cronologico, i singoli Sin ti no soy nada, Te necesito, Toda la noche en la calle, Moriría por vos, Estrella de mar, e Salir corriendo.

## Tracce
1. Sin ti no soy nada – 4:29
2. Moriría por vos – 3:47
3. Toda la noche en la calle – 3:48
4. Te necesito – 4:24
5. ¿Que sera? – 3:22
6. Salir corriendo – 4:12
7. Estrella de mar – 4:22
8. Rosa de la paz – 5:03
9. No sabe donde va – 3:25
10. De la noche a mañana – 3:07
11. El centro de mis ojos – 3:55
12. En solo un segundo – 8:31